# تاهو (طبق)
تاهو هي وجبة طعام فلبيني خفيفة مصنوع من التوفو الطازج والساغو. يمكن العثور على الباعة المتجولين في جميع أنحاء البلاد. وتشبها Tauhue Taufuah الإندونيسية والتايلاندية والماليزية.